# Щегоцький Костянтин Васильович
Костянтин (Казимир) Васильович Щегоцький (рос. Константин (Казимир) Васильевич Щегоцкий; нар. 31 березня (13 квітня) 1911, Москва,Російська імперія — пом. 23 січня 1989, Київ, СРСР) — радянський і український футболіст, нападник. Тривалий час був капітаном київського «Динамо».

## Життєпис
У футбол почав грати 1925 року в Москві в дитячій команді ЛПЧМ (Любителі побити чужий м'яч). У 1927—1929 — у команді «Гірник» (команда гірничого інституту), 1930 — «Тригорка», 1931—1932 — Автомобільне московське товариство (АМТ) (усі — Москва).
З 1933 до серпня 1938 і з 1940 до початку війни — в «Динамо» (Київ). 1935 року виступав за УПВО (Управління прикордонної та внутрішньої охорони) в першості Києва.
У серпні 1938 року безпідставно заарештований. Два з половиною місяці був під арештом у внутрішній в'язниці НКВС, потім — 1 рік провів у Лук'янівській в'язниці Києва в спецкорпусі для «ворогів народу». В результаті справа Щегоцького зависла в повітрі, але зрештою його випустили на волю, хоча і визнали винним в антирадянських зв’язках.
1940 року повернувся до «Динамо» (Київ). У роки війни грав за «Динамо» Казань (1942) і «Динамо» Ташкент (1943—1945). У 1946 виступав за «Харчовик» (Одеса).
У вищій лізі СРСР провів 44 гри (14 м'ячів) у 1936—1940 роках за «Динамо» (Київ).
Грав за збірну Москви у 1932, збірну Києва в 1933—1940 (5 ігор у чемпіонаті СРСР 1935), збірну УРСР у 1933—1938.
Учасник поїздки збірної УРСР до Франції 1935 року, переможних матчів київського і одеського «Динамо» зі збірною клубів Туреччини 1936 року, ігор у складі «Динамо» (Київ) і «Спартака» (Москва) зі збірною Басконії у 1937 році.
Упродовж 1933—1935 років виступав за збірну СРСР.

## Досягнення

### Досягнення гравця
Командні
- Чемпіон Москви (1): 1930-весна.
- Бронзовий призер чемпіонату Москви (1): 1932.
- Чемпіон Спартакіади профспілок СРСР (1): 1932 (у фіналі не грав).
- Переможець всеукраїнської першості товариства «Динамо»: 1933.
- Срібний призер всесоюзного турніру товариства «Динамо»: 1933.
- Срібний призер всеукраїнської першості товариства «Динамо»: 1934.
- Срібний призер чемпіонату України серед збірних міст (1): 1934.
- Володар Кубка Української РСР (3): 1936, 1937, 1938 (у фіналі не грав).
- Володар Кубка сезону України (2): 1936, 1937.
- Срібний призер чемпіонату СРСР (1): 1936-весна.
- Бронзовий призер чемпіонату СРСР (1): 1937.
- Бронзовий призер чемпіонату України (1): 1941.
- Чемпіон Спартакіади республік Середньої Азії та Казахстану (2): 1943, 1944.
- Володар Кубка Узбекистану (3): 1943, 1944, 1945.
- Володар Кубка Ташкента (2): 1944, 1945.
- Срібний призер Спартакіади республік Середньої Азії та Казахстану (1): 1945.
- Володар Кубка Києва (1): 1947.

 Індивідуальні
- У списку «33-х найкращих» СРСР (1): 1933 (№ 2).
- У списку «55-х найкращих» СТ «Динамо» (1): 1933 (№ 1).
- У референдумі «Футболіст року в Україні» (4): 1933 (№ 1), 1934 (№ 3), 1935 (№ 5), 1936 (№ 1).
- У списку «33-х найкращих» України (1): 1935 (№ 1).
- Найкращий голеадор Кубка України (1): 1936.
- Орден «Знак Пошани» (1): 1937.

 Постфактум
- У списках найкращих футболістів України за десятиліттями: 1930-ті — № 1.
- У списку найкращих футболістів СРСР 70-ліття (1922—1992): № 48.
- У списку найкращих відтягнутих нападників «Динамо» (Київ) 90-ліття (1927—2017): № 2–12.

## Статистика
Статистика виступів в офіційних матчах:
| Роки    | ЧС   | ЧС   | КС   | КС   | Інші турніри | Інші турніри | Інші турніри | Збірна СРСР | Збірна СРСР | Збірні республік | Збірні республік | Збірні республік | Всього | Всього |
| Роки    | Ігри | Голи | Ігри | Голи | Турнір       | Ігри         | Голи         | Ігри        | Голи        | Турнір           | Ігри             | Голи             | Ігри   | Голи   |
| ------- | ---- | ---- | ---- | ---- | ------------ | ------------ | ------------ | ----------- | ----------- | ---------------- | ---------------- | ---------------- | ------ | ------ |
| 1932    |      |      |      |      | СПСС         | 1            | 0            |             |             |                  |                  |                  | 1      | 0      |
| 1933    |      |      |      |      | ТД КСУ       | 3 1          | 10 1         |             |             | ЗбУ              | 3                | 4                | 7      | 15     |
| 1934    |      |      |      |      | ЧУ КСУ       | 3 4          | 4 1          | 1           | 1           | ЗбУ              | 1                | 1                | 9      | 7      |
| 1935    | 6    | 0    |      |      |              |              |              | 3           | 0           | ЗбУ              | 1                | 0                | 10     | 0      |
| 1936(в) | 6    | 5    |      |      | КУ           | 3            | 6            |             |             |                  |                  |                  | —      | —      |
| 1936(о) | 7    | 3    |      |      | ВПД          | 1            | 2            |             |             |                  |                  |                  | 17     | 16     |
| 1937    | 9    | 3    | 5    | 7    | КУ           | 5            | 3            |             |             |                  |                  |                  | 19     | 13     |
| 1938    | 7    | 1    | 2    | 1    | КУ ВПД       | 2 1          | 1 0          |             |             |                  |                  |                  | 12     | 3      |
| 1940    | 14   | 6    |      |      |              |              |              |             |             |                  |                  |                  | 14     | 6      |
| 1941    | 8    | 2    |      |      | ЧУ           | 2            | 0            |             |             |                  |                  |                  | 10     | 2      |
| 1943    |      |      |      |      | КУз          | 4            | 8            |             |             | ЗбУз             | 4                | 9                | 8      | 17     |
| 1944    |      |      |      |      | КУз          | 4            | 5            |             |             | ЗбУз             | 4                | 7                | 8      | 12     |
| 1945    |      |      |      |      | КУз          | 5            | 9            |             |             | ЗбКаз            | 3                | 4                | 8      | 13     |
| 1946    | [17] | [2]  |      |      | КУ           | 2            | 4            |             |             |                  |                  |                  | 2      | 4      |
| СУМА    | 57   | 20   | 7    | 8    | —            | 41           | 54           | 4           | 1           | —                | 16               | 25               | 125    | 108    |

Умовні позначення: ЧС — чемпіонат СРСР (м — серед збірних міст), ЧУ — чемпіонат України (м — серед збірних міст), СПСС — Спартакіада профспілок СРСР, КС — Кубок СРСР, КУ — Кубок України, КУз — Кубок Узбекистану, КСУ — Всеукраїнська першість товариства «Динамо», ТД — турніри всесоюзного товариства «Динамо», ЗбС — збірна СРСР, ЗбУ — збірна України, ЗбУз — збірна Узбекистану, ЗбКаз — збірна Казахстану; через «+» подано показники у двох, весняному й осінньому, чемпіонатах СРСР 1936 року; через квадратні дужки подано показники в Південній підгрупі II групи (умовно кажучи, в першій лізі) чемпіонату СРСР.

## Після ігрової кар'єра
У сезоні 1946 — головний тренер і водночас гравець «Харчовика» (Одеса), у 1947 — тренер «Динамо» (Київ), у 1948 (до липня) — головний тренер «Динамо» (Київ), у 1949—1951 тренував «Спартак» (Київ), 1957 — «Колгоспник» (Рівне), 1959—1960 — «Шахтар» (Сталіно), зі серпня 1960 — «Суднобудівник» (Миколаїв), 1966 — «Горинь» (Рівне).

### Досягнення тренера
Командні
- Срібний призер Динаміади України (1): 1934.
- Володар Кубка України (1): 1947.
- Срібний призер фіналу переможців українських зон класу «Б» чемпіонату СРСР (1): 1960.

Орден «Знак Пошани» (1937), на честь 20-річчя фізкультурного руху в СРСР та перемогу над збірною Басконії у складі «Спартака» М — 1937.

## Автобіографія
Костянтин Шегоцький — один із трьох українських футболістів першої половини ХХ століття (разом із Олександром Скоценем і Миколою Дейчаківським), хто залишив по собі автобіографію. Його книжка має назву «У грі та поза грою» й написана у співавторстві зі спортивним журналістом К. Михайленком (Михайлом Кагановичем). За радянських часів вона витримала два видання: перше — 1972 року, друге (що містило фрагменти, дописані вже після смерті Шегоцького) — 1991-го. Навесні 2020 року з'явилося третє видання, за основу котрого взято оригінал 1972-го.